# Constitution de la république de Chine
 (octobre 2010).
Si vous disposez d'ouvrages ou d'articles de référence ou si vous connaissez des sites web de qualité traitant du thème abordé ici, merci de compléter l'article en donnant les références utiles à sa vérifiabilité et en les liant à la section « Notes et références ».

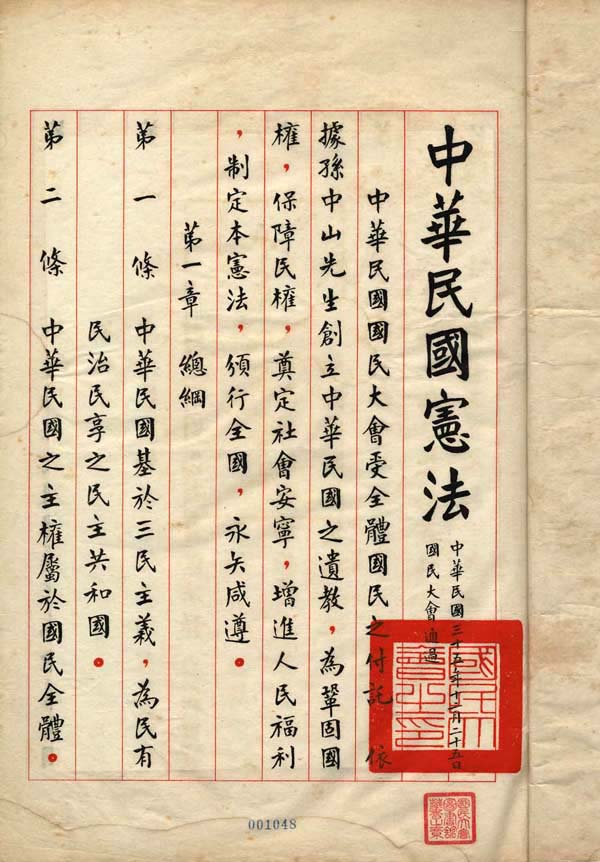
Première page de la constitution chinoise puis taïwanaise de 1946.

La Constitution de la république de Chine (中華民國憲法) est la constitution fixant le fonctionnement des institutions des territoires contrôlés actuellement par la république de Chine, communément appelée Taïwan. La constitution a été rédigée en 1946 alors que le gouvernement nationaliste du Kuomintang contrôlait encore la Chine continentale, dans le cadre d'une brève tentative de conciliation entre le Kuomintang et le Parti communiste chinois. Elle a été adoptée par l'Assemblée nationale de Chine le 25 décembre 1946, promulguée par le gouvernement national le 1er janvier 1947 et a pris effet le 25 décembre. 
Cette constitution de la république de Chine a été considérée alors comme la troisième et dernière étape de la reconstruction de la Chine. Après la victoire des communistes et la proclamation de la république populaire de Chine le 1er octobre 1949, le gouvernement nationaliste s'est réfugié sur l'île de Taïwan et cette constitution ne s'applique plus depuis que sur le territoire taïwanais.

## Contenu
La constitution établit une république avec une Assemblée nationale, chargée des révisions constitutionnelles et cinq branches (Yuans) du gouvernement : le Yuan exécutif, le Yuan législatif, le Yuan judiciaire qui fait office de cour constitutionnelle et supervise le fonctionnement des autres tribunaux, le Yuan des examens, chargé du recrutement dans la fonction publique et le Yuan de contrôle dont le rôle est proche de celui d'une Cour des comptes. Le Yuan des examens, le Yuan de contrôle, et l'Assemblée nationale (qui n'est pas le Parlement, Yuan législatif) sont devenus des institutions secondaires. Les institutions de Taïwan fonctionnent comme un régime présidentiel, mais le texte de la constitution ne tranche pas clairement entre un régime présidentiel et parlementaire, ce qui a conduit à quelques blocages quand après l’élection présidentielle de 2000, les pouvoirs législatif et exécutif se sont trouvés aux mains de partis différents.
Bien que la constitution ait prévu des élections démocratiques régulières, elles n'ont pas eu lieu avant les années 1990. Le 18 avril 1948, l'Assemblée nationale a ajouté à la constitution des dispositions temporaires applicables pendant la période de la rébellion communiste. Elles ont fortement accru les pouvoirs du président et aboli la limitation à deux mandats du président et du vice-président. Tchang Kaï-chek est resté président jusqu'à sa mort en 1975. En 1954, le Yuan judiciaire a décidé que les députés de l'Assemblée nationale élus en 1947 resteraient en fonction jusqu'à ce que de nouvelles élections puissent se tenir en Chine continentale, passée sous le contrôle du parti communiste chinois en 1949. Ces décisions du Yuan judiciaire ont permis au Kuomintang de conduire le pays jusque dans les années 1990. En 1991, un nouvel arrêt du Yuan judiciaire amena l'Assemblée nationale à décider son renouvellement intégral.
Dans les années 1970, des élections partielles permirent de renouveler certains des sièges du Yuan législatif et contribuèrent à la transition vers un système politique plus ouvert.
À la fin des années 1980, le fonctionnement des institutions s'est heurté à la démocratisation de Taïwan et au décès des délégués élus en 1947. Le 22 avril 1991, l'Assemblée nationale a donc voté son autodissolution, aboli les « dispositions temporaires » de 1948 et adopté des amendements majeurs, connus sous le nom de « Première Révision », permettant des élections libres. Le 27 mai 1992, plusieurs autres amendements ont été votés (la « Seconde Révision »), notamment celui permettant l'élection au suffrage direct du président de la République, du gouverneur de la province de Taïwan et des maires. De nouveaux amendements, du 28 juillet 1994, ont remplacé les 18 amendements des deux premières Révisions.
Tous ces amendements ont été réunis dans un texte de douze articles constituant un texte séparé de la constitution.

## Critiques
Jusqu'aux années 1990 la plupart des partisans de l'indépendance de Taïwan considéraient ce document comme illégitime parce qu'il avait été rédigé en Chine continentale. Cependant ils l'ont mieux accepté à partir de la fin des années 1980 et le document est maintenant reconnu comme loi fondamentale de Taïwan par tous les grands partis politiques.
La première critique vient du fait que le document, s'il est valide en tant que texte de loi, n'a pas été ratifié par le peuple taïwanais.
Une autre critique, plus répandue s'appuie sur le fait que le texte ne dit pas explicitement si le régime doit être parlementaire ou présidentiel. Parce que la constitution a été faite dans le contexte d'un gouvernement autoritaire, le choix n'a pas été fait clairement à l'époque.

## Référendum et réforme constitutionnelle
Une controverse récente impliquant la constitution de la république de Chine est liée au droit au référendum qui est mentionné par ladite constitution. La transposition de ce droit dans la législation a été bloquée jusqu'en octobre 2003.
En 2003, Chen Shui-bian a proposé qu'un référendum ait lieu en 2006 pour changer de constitution le 20 mai 2008, date du 12e anniversaire de la présidence de la république de Chine. Les partisans d'un tel changement, c'est-à-dire la coalition pan-verte, argüent que la constitution actuelle reflète une idéologie communiste et réclament un gouvernement plus moderne.
De plus, cette constitution définit explicitement que la priorité absolue de la nation est la réunification nationale, en opposition directe aux positions des pan-verts, favorables à une séparation de Taïwan et du continent.
En réponse, la coalition pan-bleue autour du Kuomintang a exprimé son opposition à ce référendum et a proposé d'envisager des réformes constitutionnelles. La loi sur les référendums, votée en octobre 2003, semble imparfaite.
La proposition d'utiliser une constitution entièrement nouvelle a rencontré une opposition très forte de la république populaire de Chine et a mis mal à l'aise les États-Unis. Ils craignent que la proposition de réécrire la constitution soit un pas vers l'indépendance de Taïwan. En décembre 2003, les États-Unis ont annoncé leur opposition à tout référendum qui conduirait Taïwan vers l'indépendance, ce qui a été perçu comme un désaveu de la politique de Chen Shui-bian.
La coalition pan-bleue a répliqué qu'une nouvelle constitution et un référendum constitutionnel n'étaient pas nécessaires et que les problèmes de la constitution pouvaient être réglés.
Dans son discours inaugural du 20 mai 2004, Chen Shui-bian a réclamé la création d'un « Comité pour la réforme constitutionnelle » par les membres de tous les partis, des juristes, des universitaires et des représentants de toutes les classes sociales. Il a promis que la nouvelle constitution ne changerait pas la problématique de la souveraineté du territoire.